# ظروف مرتبطه

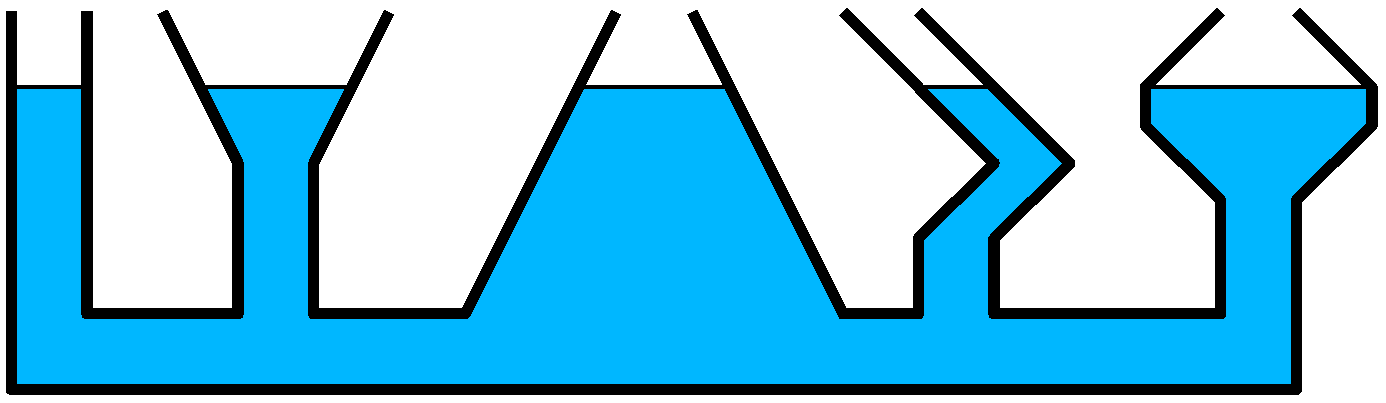
ظروف مرتبطه.

پویانمایی قانون ظروف مرتبطه.

ظروف مرتبطه (آوندهای پیوسته) به ظروفی گفته می‌شود که از بخش زیرین به توسط مجرایی به یکدیگر متصل باشند به گونه‌ای که چون در یکی مایعی بریزند به دیگر ظروف درآید و با وجود اختلاف شکل آنان، مایع در همگی به یک سطح قرار گیرد.
قانون ظروف مرتبطه می‌گوید: دو ظرف مجزای حاوی مایعات، تا زمانی که از هم جدا و بی ارتباط باشند، می‌توانند در دو ارتفاع مختلف قرار گیرند؛ اما، به محض آنکه این دو ظرف را با لوله‌ای بهم وصل کنیم، محتوای ظرفی که در ارتفاع بالاتر قرار دارد شروع به حرکت به سوی ظرف پائین تر کرده و سطح مایع موجود در ظرف کم ارتفاع تر را بالا می‌برد، و این جریان آنقدر ادامه می‌یابد تا مایعات داخل هر دو ظرف هم‌سطح شوند.
اگر دو مایع مخلوط‌نشدنی با وزن مخصوص متفاوت را در دوظرفی که به‌هم مرتبطند بریزیم سطوح آزاد مایع در دو ظرف یکسان نبوده و ارتفاع آن‌ها با عکس جرم مخصوصشان متناسب خواهد بود.
ما هنگام آشامیدن قفسه سینه را باز می‌کنیم و با این عمل هوای داخل دهان را رقیق می‌کنیم. قانون مبتنی بر این قضیه این است: «مایع، تحت فشار هوای خارج، به جایی رانده می‌شود که فشار هوا کمتر است.» این همان قانونی است که طی آن اگر هوای بالای یکی از ظروف مرتبطه پر از مایع را رقیق کنیم، صورت می‌گیرد، یعنی مایع درون این ظرف تحت فشار جو بالا خواهد آمد. به همین دلیل است که مایع وارد دهان ما می‌شود. اما اگر بطری را به دهان خود کاملاً بگیرید. به هیچ وجه نمی‌توانید آب داخل آن را به دهانتان بکشید، زیرا فشار هوا در دهان شما و در بالای آب، مساوی است. به این ترتیب، اگر بخواهیم دقیقتر توضیح دهیم، باید بگوییم، در عمل نوشیدن، نه فقط دهان، بلکه ریه‌ها نیز شرکت می‌ورزند، زیرا علت آنکه مایع به دهان ما می‌رود، باز شدن ریه‌ها است.

## پیشینه
قدیمی‌ترین و مهمترین سازه تاریخی آبی ایران به نام تصفیه خانه چغازنبیل در شهرستان شوش و در کنار زیگورات چغازنبیل قرار دارد. در این تصفیه خانه با استفاده از قانون فیزیکی ظروف مرتبطه و مصالحی مناسب شامل قیر و و آجر و سطوح شیب دار که هم اینک نیز در تصفیه خانه‌های جهان استفاده می‌شود آبی را که از رودخانه کرخه در ۴۵ کیلومتری آن کشیده بودند (کانال روباز) تصفیه می‌کرد.

## استفاده از قانون ظروف مرتبطه در ساخت شلنگ تراز و نقشه برداری
شلنگ تراز یکی از ابزارهای مهندسین عمران در حوزه اجرایی می باشد که با کمک آن اختلاف ارتفاع بین سطوح را اندازه گیری می کنند.
در این وسیله از قانون ظروف مرتبطه یا ظروف به هم پیوسته استفاده می شود.
نام دیگر این قانون،قانون توریچلی می باشد.
برای استفاده از این وسیله نیاز به دو فرد مجزا می باشد.
هر کدام از افراد یک سمت شلنگ را نگه می دارند.
نفر اول در مکانی که مبنا می باشد و کد ارتفاعی آن معلوم می باشد قرار می گیرد و سر شلنگ را طوری نگه می دارد که ارتفاع آب آن برابر کد مربوطه باشد.
سپس فرد دوم سر شلنگ خود را آنقدر بالا و پایین می کند تا سطح آب در دو سر شلنگ یکسان شود.
بنابراین سطح آب در سر دوم شلنگ کد ارتفاعی همتراز با سر اول را به ما می دهد.
استفاده از قانون ظروف مرتبطه در نقشه برداری:
با استفاده و به استناد از این قانون سطح تمامی آبهای آزاد جهان نیز مساوی خواهد بود،پس به همین علت ارتفاع سطح دریا را صفر مبنا قرار داده اند و ارتفاع تمامی شهرها و عوارض زمین بر اساس ارتفاع از سطح دریا در نظر گرفته میشود.

Messiking20